# دراگون‌استون
«دراگون‌استون» یا درَگون‌استون (انگلیسی: Dragonstone) اولین قسمت از فصل هفتم مجموعه تلویزیونی درام-فانتزی بازی تاج‌وتخت و به طور کلی شصت و یکمین قسمت پخش شده از این مجموعه است. این قسمت توسط دیوید بنیاف و دی. بی. وایس نوشته شد و توسط جرمی پودسوا کارگردانی شد و در تاریخ ۱۶ ژوئیه ۲۰۱۷ از شبکه تلویزیونی اچ‌بی‌او به نمایش درآمد.

## داستان
در سرزمین رودخانه
آریا استارک با لباس مبدل به نام والدر فری، تمام مردان خانه فری را با شراب مسموم می‌کشد و انتقام عروسی خون را می‌گیرد. آریا برای ترور ملکه سرسی لنیستر به سمت جنوب پیش می‌رود و با سربازان لنیستر دوستانه اردو می‌زند.
سندور کلگین و برادران بدون پرچم در مزرعه ای پناه می‌گیرند که زمانی مورد سرقت برادران بدون پرچم قرار گرفته بود («در اپیزود زنجیره شکن»). کشاورز و دخترش مدتهاست که در داخل خانه مرده‌اند. بریک دونداریون اعتراف می‌کند که نمی‌داند چرا بارها و بارها زنده شده‌است. توروس به ساندور رؤیایی را در شعله‌های وایت واکرها نشان می‌دهد که در حال عبور از کوهی شبیه نوک پیکان هستند. شب، سندور اجساد کشاورز و دخترش را دفن می‌کند.
آن سوی دیوار
برن استارک و میرا رید به دیوار می‌رسند.
در وینترفل
جان اسنو علی‌رغم مخالفت‌های سانسا استارک، آلیس کارستارک و ند امبر را به خاطر خیانت‌های پدرانشان به هاوس استارک به نفع خانه بولتون می‌بخشد و آنها به او قسم می‌خورند که وفادار باشند. جآن به تورموند جاینتسبین و حیوانات وحشی دستور می‌دهد که دیوار را مستحکم کنند و تمام شمالی‌های ۱۰ تا ۶۰ ساله برای نبرد تمرین کنند. در خلوت، جان از اینکه سانسا اقدامات او را زیر سؤال برده‌است، ناامید است، اما سانسا به او می‌گوید که نمی‌خواهد جان اشتباهاتی را که ند و راب استارک به خاطر آن مردند، تکرار کند. پیامی از سرسی به جان دستور می‌دهد که به او سوگند وفاداری بدهد. جان معتقد است که ارتش او در زمستان هیچ تهدیدی برای آنها ایجاد نمی‌کند، اما سانسا حاضر نیست او را دست کم بگیرد.
سانسا تلاش‌های پیتر بیلیش برای خشنود کردن خود با او را رد می‌کند. با این حال، او به برین تارث می‌گوید که نمی‌تواند او را مستقیماً اخراج کند زیرا آنها به حمایت نظامی واله نیاز دارند.
در مقر فرمانروایی
سرسی متوجه می‌شود که دنریس تارگرین به زودی به وستروس بازخواهد گشت و متوجه می‌شود که او و جیمی لنیستر متحدان بسیار کمی دارند. یورون گریجوی وارد مقر فرمانروایی می‌شود و به سرسی پیشنهاد اتحاد و ازدواج می‌دهد. سرسی اتحاد را می‌پذیرد اما پیشنهاد ازدواج را رد می‌کند زیرا او غیرقابل اعتماد است، اما یورون قول می‌دهد که با یک هدیه گرانبها پیش او برگردد.
در اولدتاون
استاد ابروس از دسترسی سمول تارلی به منطقه ممنوعه کتابخانه جلوگیری می‌کند. ابروس به وایت واکرها اعتقاد دارد، اما اعتماد دارد که دیوار جلوی حمله و پیشروی آنها را خواهد گرفت. سم شب‌ها پنهانی وارد منطقه ممنوعه کتابخانه می‌شود و چند کتاب می‌دزدد. او از یک ذخیره بسیار بزرگ شیشه اژدها در زیر دراگون استون مطلع می‌شود و به جان اطلاع می‌دهد.
سم با جورا مورمونت روبرو می‌شود که به دلیل بیماری تب خاکستری در انزوا به سر می‌برد. جورا می‌پرسد که آیا ملکه اژدها یعنی دنریس به وستروس رسیده‌است، اما سم نمی‌داند.
در دراگون استون
دنریس و ناوگانش به دراگون استون می‌رسند. پس از ورود او و مشاورانش به قلعه، تختی را می‌بیند که اجدادش ساخته‌اند، با تیریون وارد اتاق جنگ می‌شود و می‌پرسد: «آیا شروع کنیم؟»